# Clonaria annulata
Clonaria annulata är en insektsart som först beskrevs av John Obadiah Westwood 1859.  Clonaria annulata ingår i släktet Clonaria och familjen Diapheromeridae. Inga underarter finns listade i Catalogue of Life.